# Aline de Saint-Hubert
Aline de Saint-Hubert  (Ciudad de Luxemburgo  22 de agosto de 1874 - 24 de enero de 1947 en su casa La Messuguière en Cabris, Alpes Marítimos) era una escritora y mecenas luxemburgesa,

## Biografía
Saint-Hubert era la hija de Xavier de Saint-Hubert. Se casó con el industrial Émile Mayrisch, que fue  el presidente del gigante del acero Arbed, el 15 de septiembre de 1894. Vivieron en Dudelange.
La primera de las muchas organizaciones que estableció fue la "Liga para la Defensa de los Intereses de la Mujer (en francés, Association pour la Défense des Intérêts de la Femme) en 1905. Saint-Hubert ofreció el patrocinio de esta entidad a la Gran Duquesa Marie-Adelaida, la cual se negó, puesto que la organización se había establecido ligada a la religión católica.
El propósito principal de la liga fue crear el establecimiento de escuelas públicas para niñas, que cobró impulso con la creación de la Asociación para la creación de escuelas para chicas. Esta campaña consiguió un gran éxito el 1911, cuando la  Cámara de diputados votó por unanimidad establecer escuelas de niñas con fondos públicos a la Ciudad de Luxemburgo y a Esch-sur-Alzette. Al mismo tiempo, Saint-Hubert convenció a un grupo de otras prominentes damas de Luxemburgo para establecer la Association des Girl Guides Luxembourgeoises.
Era activa en el trabajo de las organizaciones de caridad como la Liga luxemburguesa contra la Tuberculosis, y la Cruz Roja luxemburguesa, así como la defensa de la profesionalización del trabajo social.
Con el estallido de la Primera Guerra Mundial, Saint-Hubert estableció un hospital cerca de Dudelange, para ayudar a militares de los dos bandos. Después de la guerra, jugó un papel clave en la creación de la Liga de Luxemburgo contra la Tuberculosis, de la cual fue vicepresidenta. Ella y su marido Émile fueron los principales donantes de la Liga y de los otros proyectos que encabezó. Bien pronto se involucró en la Cruz Roja de Luxemburgo, fue nombrada miembro de su consejo de administración el año 1926, y vicepresidenta después de la muerte de Émile en 1928, y el presidenta en 1933.
Ella y su marido se mudaron a Colpach el año 1920, y después de la guerra recibieron muchos intelectuales alemanes y franceses,  en el que se conoció como  el Círculo de Colpach,  pasaron gente como Paul Claudel, Jean Guéhenno, Jacques Rivière, Karl Jaspers, Bernard Groethuysen, André Gide, Jean Schlumberger, Ernst Robert Curtius, Annette Kolb y Richard Coudenhove-Kalergi. Convirtieron su residencia antigua de Dudelange en un hogar para los niños, la  Fondation Kreuzberg .
Durante la Segunda Guerra Mundial, vivió en Cabris, en el sur de Francia.
El Liceo Aline Mayrisch, abierto el 2001 en la Ciudad de Luxemburgo, lleva su nombre en su homenaje.

## Arte y literatura
Aline de Saint-Hubert tenía un gran interés en las artes y la literatura, y se vio a sí misma como una mediadora entre los mundos culturales alemanes y franceses. A partir de 1898, publicó artículos sobre pintores alemanes y críticas literarias, entre otros a L'immoraliste de André Gide, al diario belga y vanguardista L'Art moderne. Mantuvo amistades y correspondencias con numerosos escritores e intelectuales, como André Gide, Jean Schlumberger, Jacques Rivière, Henri Michaux, Marie y Théo van Rysselberghe, Marie Delcourt, Alexis Curvers, Annette Kolb, Gertrude Eysoldt, Ernst Robert Curtius y Bernhard Groethuysen.
En 1914, acompañó a André Gide y Henri Ghéon a Turquía y en 1927, viajó a la Gironda y la región de Lemosín con Ernst Robert Curtius. En el Castillo de Colpach, organizó encuentros francogermàniques en los que André Gide se podía reunir con Walter Rathenau y Ernst Robert Curtius. Saint-Hubert también introdujo a André Gide en los textos de Rainer Maria Rilke y en la publicación de un artículo sobre Rilke en La Nouvelle Revue Française, ayudó a encontrar un público francés para el escritor alemán. Fue con esta misma opinión que publicó artículos sobre la situación intelectual en Alemania después de la Primera Guerra Mundial, así como su relato autobiográfico de viajes Paysages de la trentième année, texto que a partir de los paisajes de la isla de Córcega e Islandia, evoca el enfrentamiento con el vacío, el absurdo y la nada.
Su novela inconclusa Andrée Reimenkampf no se ha conservado para la posteridad. En colaboración con Marie Delcourt y Bernhard Groethuysen, Saint-Hubert también tradujo los sermones de la mística medieval de Meister Eckhart, L'enfant qui s'accuse  de Jean Schlumberger y Le mythe de Sisiphe. Essai sur l'absurde de Albert Camus. En la década de 1930, apoyó financieramente la publicación al exilio de Mass und Wert, de Thomas Mann. Las obras siguientes le fueron dedicadas:  Das literarische Frankreich von heute de Frantz Clément, ' Les Cahiers de la Petite Dame  de Marie van Rysselberghe y La vie d'Euripide  de Marie Delcourt.